# Dennis Lota
Dennis Lota (Kitwe, 8 de noviembre de 1973 - Johannesburgo, 4 de febrero de 2014) fue un jugador de fútbol zambiano que jugaba en la demarcación de delantero.

## Biografía
Dennis Lota debutó como futbolista en 1991 con el Zanaco FC, donde jugó durante dos años como centrocampista. Dos años después, en 1993, fichó por el Nchanga Rangers FC. Tras dejar el club en 1995, fichó por el Kabwe Warriors FC tras un intento fallido de fichar de nuevo por el Zanaco FC. Al no jugar ningún partido con el equipo, fue traspasado al Konkola Blades FC. Fue en el Konkola Blades donde empezó a jugar como delantero, posición que adquirió para el resto de su carrera. El mismo año que debutó como el club, consiguió la Bota de Oro de Zambia. Tras jugar un año en el Witbank Aces, Lota fue traspasado al FC Sion suizo, con el que ganó la Super Liga Suiza y la Copa Suiza el año que llegó al club. Tras jugar un año, volvió a Sudáfrica para jugar en el Orlando Pirates FC. Durante su estancia en el equipo, llegó a ser el máximo goleador de la Premier Soccer League en el año 2000. Además ganó la misma un año después. En 2002 fichó por el Espérance Sportive de Tunis tunecino, con el que ganó el Championnat de Ligue Profesionelle 1 en 2003. Tras un paso rápido por el Dangerous Darkies, fichó por el Moroka Swallows FC, ganando la Copa de Sudáfrica. También jugó para el FC AK, AmaZulu FC, y finalmente para el Mpumalanga Black Aces FC, club en el que se reticó como futbolista en 2009 a los 36 años de edad. En marzo de 2011, el Moroka Swallows FC le fichó como segundo entrenador, cargo que ocupó hasta 2014.
Lota falleció el 4 de febrero de 2014 en un hospital de Johannesburgo a los 40 años de edad tras haber ingresado por una corta enfermedad.

## Selección nacional
Lota jugó un total de 61 partidos con la selección de fútbol de Zambia en los que marcó un total de 16 goles. Formó parte del combinado nacional en la Copa Africana de Naciones de 1996, donde quedó en tercer lugar; 1998, 2000 y de 2002.

## Clubes
| Club                        | País      | Año         | Partidos | Goles |
| --------------------------- | --------- | ----------- | -------- | ----- |
| Zanaco FC                   | Zambia    | 1991 - 1993 |          |       |
| Nchanga Rangers FC          | Zambia    | 1993 - 1995 |          |       |
| Kabwe Warriors FC           | Zambia    | 1995        | 0        | 0     |
| Konkola Blades FC           | Zambia    | 1995 - 1996 | 33       | 26    |
| Witbank Aces                | Sudáfrica | 1996 - 1997 | 30       | 23    |
| FC Sion                     | Suiza     | 1997 - 1998 | 21       | 14    |
| Orlando Pirates FC          | Sudáfrica | 1998 - 2002 | 100      | 36    |
| Espérance Sportive de Tunis | Túnez     | 2002 - 2003 |          |       |
| Dangerous Darkies           | Sudáfrica | 2003 - 2004 |          |       |
| Moroka Swallows FC          | Sudáfrica | 2004 - 2006 |          |       |
| FC AK                       | Sudáfrica | 2006 - 2007 |          |       |
| AmaZulu FC                  | Sudáfrica | 2007 - 2008 | 16       | 4     |
| Mpumalanga Black Aces FC    | Sudáfrica | 2008 - 2009 |          |       |

## Palmarés

### Campeonatos nacionales
| Título                               | Club                          | País      | Año  |
| ------------------------------------ | ----------------------------- | --------- | ---- |
| Super Liga Suiza                     | FC Sion                       | Suiza     | 1997 |
| Copa Suiza                           | FC Sion                       | Suiza     | 1997 |
| Premier Soccer League                | Orlando Pirates Football Club | Sudáfrica | 2001 |
| Championnat de Ligue Profesionelle 1 | Espérance Sportive de Tunis   | Túnez     | 2003 |
| Copa de Sudáfrica                    | Moroka Swallows FC            | Sudáfrica | 2004 |

### Individuales
| Título                                      | Club                          | País      | Año  |
| ------------------------------------------- | ----------------------------- | --------- | ---- |
| Máximo goleador de la Premier Soccer League | Orlando Pirates Football Club | Sudáfrica | 2000 |